# La Cuesta (Segovia)
La Cuesta es una localidad española perteneciente desde 1972 al municipio de Turégano, en la provincia de Segovia, comunidad autónoma de Castilla y León. Situada a 19 km de Segovia capital, en 2021 contaba con 43 habitantes.
Cuenta con los barrios (también incorporados en 1972 a Turégano) de Aldeasaz, Berrocal y Carrascal, además del despoblado de Las Navas próximo al segundo.

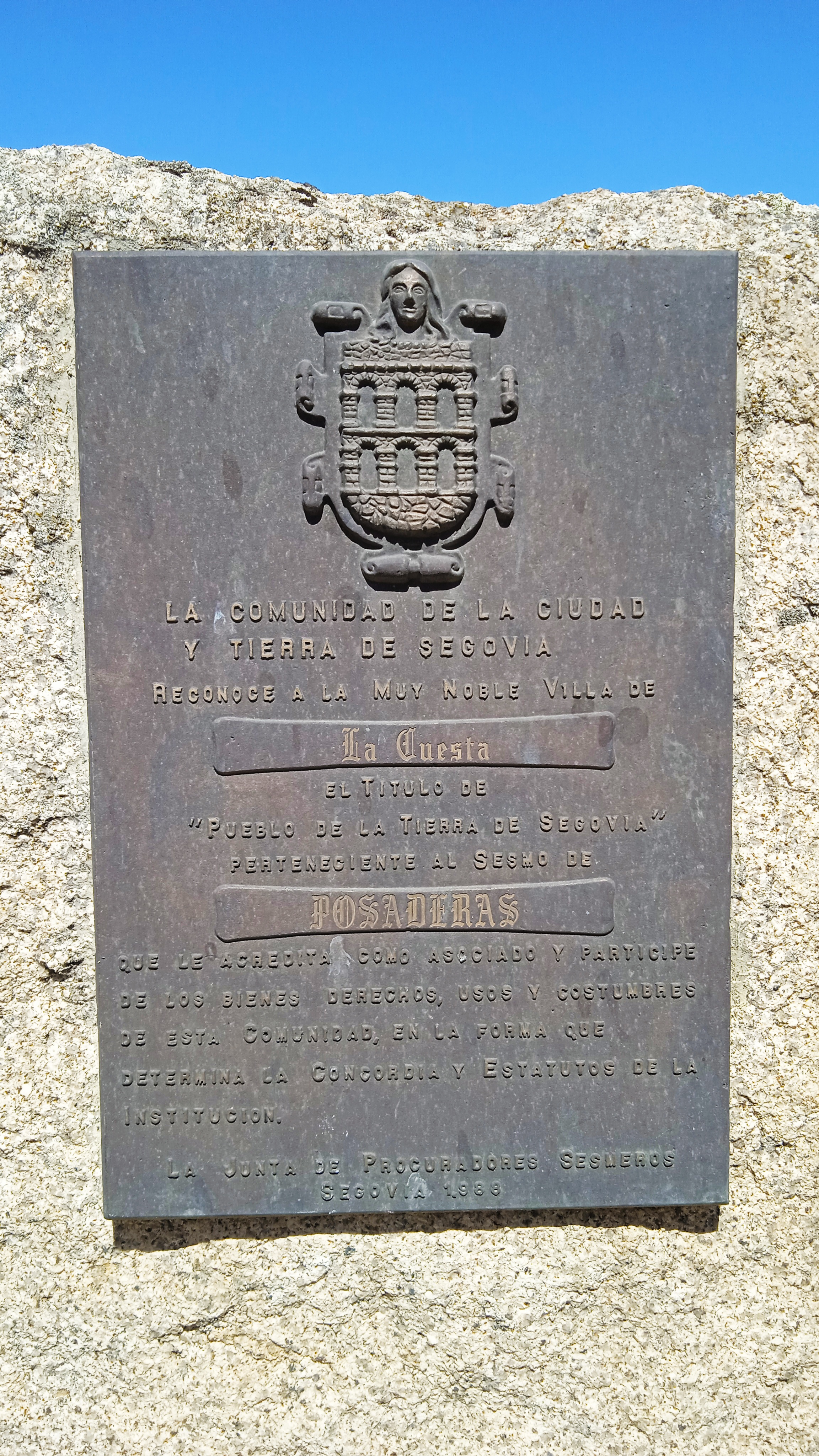
Documento en el que se reconoce a La Cuesta como Pueblo de la Tierra de Segovia perteneciente al Sexmo de Posaderas

## Toponimia
Mencionada con este nombre por primera vez en 1247 en un documento eclesiástico, se llama así por estar situada en una elevación geográfica.

## Geografía humana

### Demografía
| Gráfica de evolución demográfica de La Cuesta entre 1842 y 1970 |
| |
| Población de derecho según los censos de población del INE Población de hecho según los censos de población del INEEntre el censo de 1981 y el anterior, este municipio desaparece porque se integra en el municipio 40208 (Turégano) |

Evolución de la población
| Gráfica de evolución demográfica de La Cuesta entre 2000 y 2021                                                             |
| |
| Población residente (2000-2019) según los censos de población del INE. Población según el padrón municipal de 2021 del INE. |

## Iglesia de San Cristóbal de La Cuesta

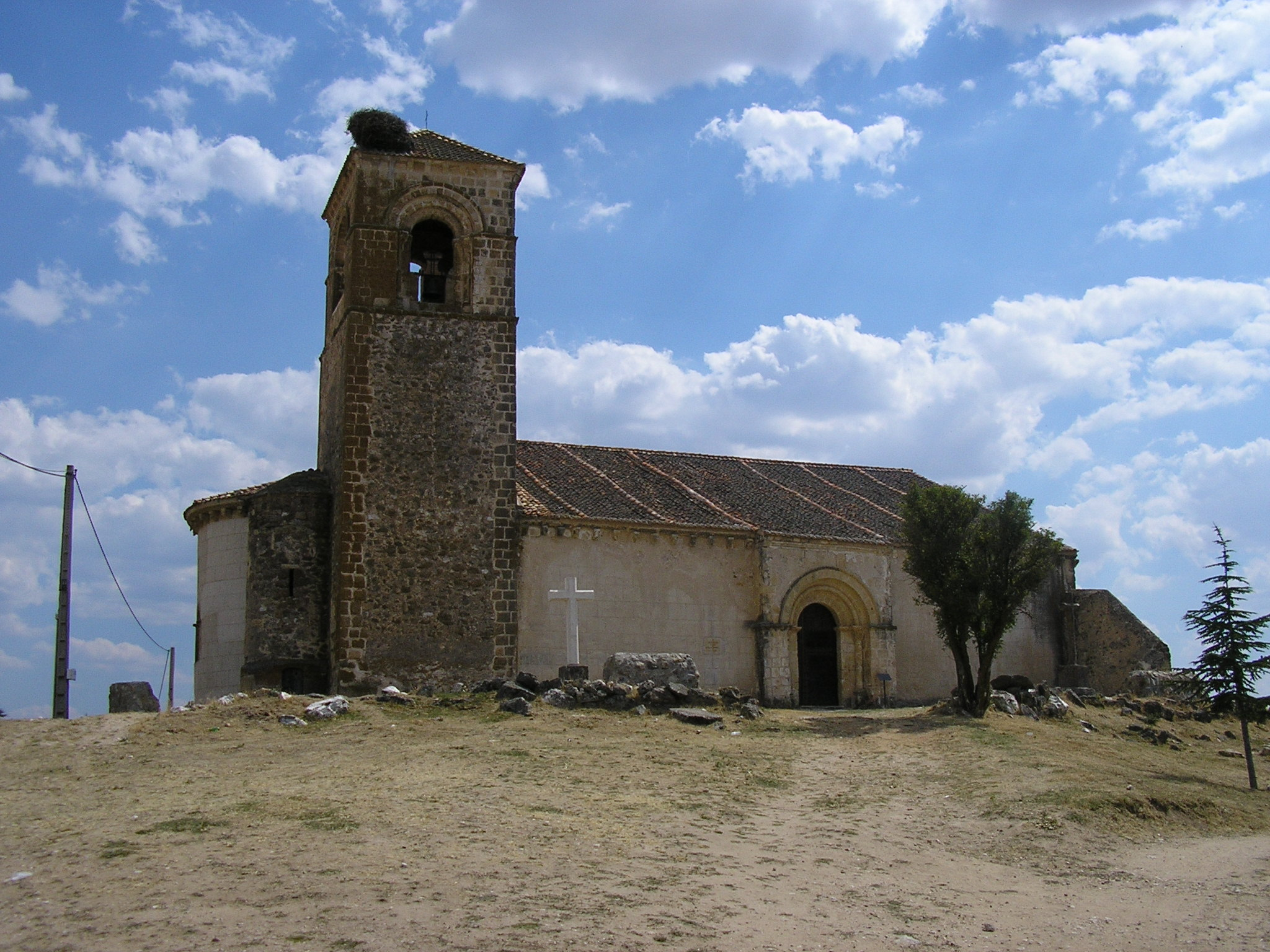
Iglesia de San Cristóbal

Se trata de un templo de origen románico, construido a raíz de la repoblación de la zona.
De aquel momento conserva el ábside, las dos portadas y la torre. Esta es muy esbelta, construida en dos cuerpos y con un volumen adosado entre ella y el ábside para albergar la escalera de caracol. En el cuerpo superior se alojan las campanas. El cuerpo inferior, cubierto con bóveda de cañón, se usa actualmente como sacristía. La cabecera conserva el gran arco triunfal doblado sobre capiteles y columnas. En el del lado de la epístola se puede ver una figura humana agarrando a dos arpías. También es románica la magnífica pila bautismal. El retablo mayor es una magnífica obra del segundo tercio del siglo XVI. Es un lugar muy visitado de Turégano y de ella existen múltiples leyendas como la del misterioso saqueo del bandolero del siglo XIX,  El Tuerto de Pirón.
Se declaró Bien de Interés Cultural en 1999, está situada en lo más alto de la localidad y junto a ella hay situado un pilón antiguo.